# レヴァー・バートン
レヴァー・バートン（LeVar Burton, 1957年2月16日 - ）は、アメリカ合衆国の俳優、監督、プロデューサー。

## 略歴
軍に所属する父親の仕事のため、西ドイツで生まれる。南カリフォルニア大学にて演劇を学ぶ。エミー賞にノミネートされたテレビドラマ『ルーツ』のクンタ・キンテ役や、テレビドラマ『新スタートレック』のジョーディ・ラ＝フォージ中尉（少佐）役で知られる。
アメリカ本国では『Reading Rainbow』（PBS局で1983年から2006年まで放送された、子供たちに読書の楽しみを伝える教育番組）の司会者兼プロデューサーとしても長年活躍し、同番組でデイタイム・エミー賞やNAACPイメージ・アワードなどを（出演者またはプロデューサーとして、あるいは両方で）数度、受賞している。
また、『新スタートレック』出演中にテレビドラマの監督としてもデビューし、スタートレック・シリーズのほか、『チャームド』などの監督も務めたことがある。
1990年には、ハリウッド・ウォーク・オブ・フェームに星型プレート（テレビ部門）が埋め込まれた。

## 主な出演作品

### テレビ
- ルーツ Roots - クンタ・キンテ（トビー・レイノルズ）役（1977）
- Reading Rainbow - 司会および製作総指揮（1983-2006）
- ジェシカおばさんの事件簿 - ロビンソン記者役（1987）
- 新スタートレック Star Trek: The Next Generation - ジョーディ・ラ＝フォージ中尉（少佐）役（1987 - 1994）
- スタートレック:ヴォイジャー Star Trek: Voyager ジョーディ・ラ＝フォージ艦長役（1999）
- ビッグバン★セオリー The Big Bang Theory - 本人役（2011, 2012, 2014）
- ウィアード・シティ Weird City - ドクター・ネヴァリ役 (2019-)
- スタートレック:ピカード Star Trek: Picard -  ジョーディ・ラ＝フォージ准将役（2023)

### テレビアニメ
- キャプテン・プラネット Captain Planet and the Planeteers（1990 - 1995） - クアミ役、ナレーター
- バットマン Batman: The Animated Series（1993）
- ガーゴイルズ Gargoyles（1996）
- ファミリー・ガイ Family Guy（2005）
- The Super Hero Squad Show（2009) - ウォーマシン役

#### ビデオアニメ
- Superman/Batman: Public Enemies（2009）

### 映画
- ミスター・グッドバーを探して Looking for Mr. Goodbar （1979）
- ハンター The Hunter - スティーブ・マックイーン主演。トミー・プライス役（1980）
- ジェネレーションズ Star Trek: Generations - 新スタートレック映画第1作。ジョーディ・ラ＝フォージ少佐役（1994年）
- ファーストコンタクト Star Trek: First Contact - 新スタートレック映画第2作。ジョーディ・ラ＝フォージ少佐役（1996年）
- スタートレック 叛乱 Star Trek: Insurrection  - 新スタートレック映画第3作。ジョーディ・ラ＝フォージ少佐役（1998）
- ALI アリ Ali（2001）
- ネメシス/S.T.X Star Trek: Nemesis - 新スタートレック映画第4作。ジョーディ・ラ＝フォージ少佐役（2002）
- ゾンビ・アルカトラズ Rise of the Zombies（2012）

### オンラインゲーム
- Star Trek Online - ジョーディ・ラ＝フォージ大佐役（2017年 - ）

## 主な監督作品
- 新スタートレック（2回）
- スタートレック:ディープ・スペース・ナイン（9回）
- スタートレック:ヴォイジャー（8回）
- チャームド（3回）
- スタートレック:エンタープライズ（9回）
- 犯罪捜査官ネイビーファイル（1回）
- SCORPION/スコーピオン (1回)